# Jean Leclerq
Jean Leclerq (1880) è stato un nuotatore e pallanuotista francese.

## Carriera
Partecipò alle gare di nuoto della II Olimpiade di Parigi del 1900 arrivando in finale nel nuoto subacqueo, che si basava sia sulla distanza percorsa sott'acqua, sia sul numero di secondi in apnea. Prese parte, con la squadra dei Tritons Lillois, al torneo olimpico di pallanuoto, venendo sconfitti al primo turno dal Osborne Swimming Club di Manchester per 12-0.